# Crorema rossii
Crorema rossii är en fjärilsart som beskrevs av Emilio Berio 1939. Crorema rossii ingår i släktet Crorema och familjen tofsspinnare. Inga underarter finns listade i Catalogue of Life.